# Frontière entre la Hongrie et l'Union européenne
La frontière entre la Hongrie et l'Union européenne était entre le 1er janvier 1995, date d'adhésion de l'Autriche à l'Union européenne, et le 1er mai 2004, date d'adhésion de la Hongrie à l'Union européenne, la frontière délimitant les territoires voisins sur lesquels s'exerçait la souveraineté de la Hongrie ou de l'un des États alors membres de l'Union européenne, en l'occurrence l'Autriche.

## Historique

### 1995-2004
De l'adhésion de l'Autriche à l'Union européenne le 1er janvier 1995 à l'adhésion de la Hongrie à l'Union européenne le 1er mai 2004, la frontière euro-hongroise se superposait à la frontière austro-hongroise. Elle mesurait alors 366 kilomètres.

### Depuis 2004
À la suite de l'adhésion de la Hongrie à l'Union européenne le 1er mai 2004, cette frontière a disparu et n'existe donc plus depuis lors.